# Persona (gramàtica)
La persona gramatical és el tret de determinades paraules variables en la seva flexió per indicar qui són els interlocutors implicats pel missatge. És una marca deíctica, és a dir, que depèn del context per ser compresa totalment (ja que dir jo significa coses diferents cada cop que un individu parla, per exemple).

## Les diferents famílies de llengües
Les llengües indoeuropees distingeixen tres persones al singular i tres al plural i les mostren al verb, als pronoms i possessius i a vegades en altres paraules que concorden amb aquestes. Molts idiomes distingeixen a part entre persones formals i informals, és a dir, que poden dirigir-se a l'altre en un registre formal usant una persona diferent que la col·loquial (és el cas de 
tú / usted en castellà, tu / vous en francès, o tu / Lei en italià).
Altres famílies de llengües distingeixen entre primera persona inclusiva i no inclusiva, així tenen diferent paraula per a "nosaltres" segons si inclou els receptors o no. També hi ha llengües que inclouen una quarta persona, que equival a una tercera no propera o no evident, i que és una categoria propera a la impersonalitat.

## En català
El català té tres persones en singular i tres en plural, que equivalen als pronoms jo, tu, ell (o ella), nosaltres, vosaltres i ells (o elles). Les formes de cortesia són el "vostè, vostès", que es conjuga com la tercera persona del singular o la més tradicional "vós", que adopta la flexió de la segona del plural.
La persona pot expressar-se amb el pronom, usant el nom concret de l'individu designat o, més freqüentment, mitjançant la flexió o conjugació del verb, que mostra en la seva desinència de quina persona parla la frase.